# Тимірязєво (Житікаринський район)
Тиміря́зєво (каз. Тимирязев) — село у складі Житікаринського району Костанайської області Казахстану. Входить до складу Муктікольського сільського округу.
Населення —  (2021; 586 у 2009, 805 у 1999,  у 1989).